# Hornera elevata
Hornera elevata är en mossdjursart som beskrevs av William MacGillivray 1895. Hornera elevata ingår i släktet Hornera och familjen Horneridae. Inga underarter finns listade i Catalogue of Life.